# 慶政
慶政（けいせい、文治5年（1189年）- 文永5年10月6日（1268年11月11日））は、鎌倉時代の僧。号は証月坊・松月坊・勝月坊・照月坊。猪熊本「比良山古人霊託」によれば藤原道家の兄とされる。

## 略歴
幼時に、抱いていた乳母が誤って落としてしまい、背骨の一部が飛び出るほどの障害を負ったという。出家して天台宗寺門派の僧となり、承元2年（1208年）には京都西山に隠棲している。建保5年（1217年）、宋（中国）へ渡って翌建保6年（1218年）に帰国した。
嘉禄2年（1226年）、西山に法華山寺を建立している。高弁（明恵）とも交流があった。著作に「比良山古人霊託」・「法華山寺縁起」や寛元元年（1243年）に渡宋の途中で琉球国に漂着した人々の伝聞を記録した「漂到琉球国記」などがあり、「閑居友（かんきょのとも）」の作者とも言われている。
「続古今和歌集」以下の勅撰和歌集に入集。

## 漂到琉球国記
寛元元年（1243年）は舜天王統・舜馬順煕の治世に当たる。
同記によれば、慶政一行は渡宋の折、台風により「琉球国」のある島に漂着したと言う。上陸して最初に発見した仮屋の中に人骨が放置されているのを見て一行は驚愕した。これは風葬の様子と見られ、当時そのような風習が琉球にある事が知られており、それを以て一行は琉球に漂着した事を知ったと言う。ただし、具体的にどの島かは不明である。
更に一行は島の村人と出会い、米を渡し紫苔や芋と物々交換した。また、武装した琉球人たちが船に乗り弓を射かけて来た。赤い衣服や頭巾を身に着け、弓や鉾、盾などで武装していたと言う。
挿絵があり、原文と共に宮内庁ウェブサイトから参照できる。